# اچ‌ام‌اس اورول (جی۹۸)
اچ‌ام‌اس اورول (جی۹۸) (به انگلیسی: HMS Orwell (G98)) یک کشتی بود که طول آن ۳۴۵ فوت (۱۰۵ متر) بود. این کشتی در سال ۱۹۴۲ ساخته شد.